# Irwin Shaw
Irwin Shaw [šó] (27. února 1913 New York – 16. května 1984 Davos) byl americký spisovatel, scenárista a dramatik, jehož romány a povídkové sbírky ze života americké společnosti došly v Československu 60. – 80. let značné popularity.

## Biografie
Narodil se jako Irwin Gilbert Shamforoff v Bronxu židovským imigrantům z Ruska. Krátce poté si rodina změnila jméno na Shaw a přestěhovala se do Brooklynu, kde strávil většinu svého dětství. Studoval na Brooklyn College, kde psal pro školní noviny; v roce 1934 absolvoval s titulem bakaláře umění. V následujícím roce začal psát scénáře, mj. pro rozhlasové seriály včetně Dicka Tracyho.
Úspěchu dosáhl už v roce 1936 se svou první divadelní hrou Bury the Dead (Mrtvé pohřbívati), kterou napsal do soutěže v předchozím roce; i když nevyhrála, byla uvedena na Broadwayi. Tato jednoaktovka zachycuje ovzduší nadcházející 2. světové války (odehrává se „druhého roku války, která začne zítra“); pojednává o skupině padlých vojáků, kteří se odmítají nechat pohřbít. Od konce 30. let rovněž publikoval povídky, které byly u kritiky úspěšné. V roce 1944 získal cenu O. Henryho za nejlepší povídku.
Ve 40. letech napsal scénáře pro řadu filmů, poté vstoupil do americké armády, kde se stal praporčíkem. Shawův první román Mladí lvi (The Young Lions), založený na jeho zkušenostech z 2. světové války v Evropě, vyšel v roce 1948 a zaznamenal velký úspěch. V roce 1958 byl zfilmován, ale film s knihou neměl příliš společného, což jej rozhořčilo.
Další román The Troubled Air (česky: Neklidné ovzduší) pojednávající o nástupu mccarthismu vyšel roce 1951. Téhož roku se přestěhoval do Evropy, kde žil dalších pětadvacet let, převážně v Paříži, na Riviéře a ve Švýcarsku; roce 1976 začal žít střídavě na Long Islandu a ve Švýcarsku. V 50. letech napsal několik dalších scénářů. V Evropě vytvořil další knihy, které se staly bestsellery a často byly zfilmovány nebo upraveny pro televizi.

## Literární dílo
- Mladí lvi (Naše vojsko, 2006, překlad Josef Schwarz), originální název The Young Lions, 1948
- Lucy Crownová (3. vydání Naše vojsko, 1995, překlad Eva Marxová), originální název Lucy Crown, 1956
- Sázka na mrtvého žokeje (Československý spisovatel, 1968, překlad Wanda Zámecká) originální název Tip on a Dead Jockey, 1957
- Láska v temné ulici (Prostor, 2018, překlad Heda Kovályová), originální název Love on a Dark Street, 1964
- Večer v Byzanci (Nakladatelství Cinema, 1995, překlad Roland Schür, Karla Andělová-Šnýdlová), originální název Evening in Byzantium, 1973
- Noční kořist (Práce, 1989, překlad Jarmila Svobodová), originální název Nightwork, 1975
- Tomu dala, tomu víc (Nakladatelství Lidové noviny, 1994, překlad Alexander Jerie a Jan Jerie), originální název Rich Man, Poor Man, 1977
- Tomu málo, tomu nic (pokračování, Nakladatelství Lidové noviny, 1995, překlad Jana Odehnalová), originální název Beggarman, Thief, 1977
- Kruh světla a jiné povídky (Odeon, 1989, překlad Kateřina Brabcová), originální název Five Decades, 1978
- Chléb na vodách (Mladá fronta,1985, překlad Hana Žantovská), originální název Bread Upon the Waters, 1980
- Přijatelné ztráty (Nakladatelství VIK, 1995, překlad Veronika Javorková) originální název Acceptable Losses, 1983